# Bandiera dell'Oblast' di Tjumen'
La bandiera dell'Oblast' di Tjumen' è stata adottata il 15 aprile 1996.

## Descrizione
La bandiera dell'oblast' di Tjumen' di forma rettangolare, con proporzioni di 2:3. Il vessillo, è composto da tre bande orizzontali, di pari dimensione, di colore: bianco, blu e verde. Nel lato sinistro della bandiera, è presente un triangolo isoscele di colore rosso. Nella banda centrale, sono presenti tre corone di color oro, tipiche dell'arte della regione, presenti anche nello stemma dell'Oblast'